# Dorotea Bucca
Dorotea Bucca, także Dorotea Bocchi (ur. 1360 r., zm. 1436 r.) – włoska lekarka.
Niewiele wiadomo na temat jej życia, jednak z pewnością jako pierwsza kobieta pełniła urząd dziekany wydziału medycznego i filozoficznego na Uniwersytecie Bolońskim przez ok. 40 lat od 1390 r. Wcześniej dziekanem był jej ojciec.